# Săcuieni megye

Săcuieni megye elhelyezkedése Havasalföld térképén (1601–1718)

Săcuieni megye (más néven Secuieni vagy Saac) Havasalföld 17 történelmi megyéjének egyike volt, amely 1829-ig létezett a mai Buzău megye és Prahova megye részein. Constantin C. Giurescu történész szerint a nevét székelyföldi és erdélyi, román és székely eredetű lakóitól kapta. A letelepedés feltehetőleg a Német Lovagrend (1211–1225) korában kezdődött. Keresztülhaladt rajta a Teleajen-völgyi út, amelyen keresztül bonyolódott a Brassóval való kereskedelem.

## Magyar vonatkozású helynevek az egykori megye területén
Buzău – Bodzavásár;

Chiojdu, Starchiojd – Kövesd;

Cislău – csiszár szó csisz- tövével hozható kapcsolatba, lófürösztő hely értelemben;

Colceag – a kócsag népies változata, azaz kolcsag szóból;

Făcăieni – a fakanál (székelyesen fakalány) szóból;

Hătcărău – a „hat karó” összetételből, ahol a „karó” mértékegység;

Lapoș, Lăpoșel – Lápos, Láposka;

Meledic – Menedék;

Mireșu Mare és Mic – a nyíres szóból;

Pănătău – pemete(fű) szóból, a székely nyelvjárásban penető;

Palanca – Palánka (fatörzsekből készült erődítmény);

Secuiu – Székely(falu);

Unguriu, Ungureni falvak – „Magyarok faluja”;

Urlați  – az Örlec székely nem nevéből;

Vălenii de Munte – város. 1431-ben mint „a székelyek vásárát” és vámszedő helyet említik.
Bővebben, hivatkozásokkal lásd: Magyar vonatkozású települések és helynevek Săcuieni megyében

## Képek

Saac megye címere
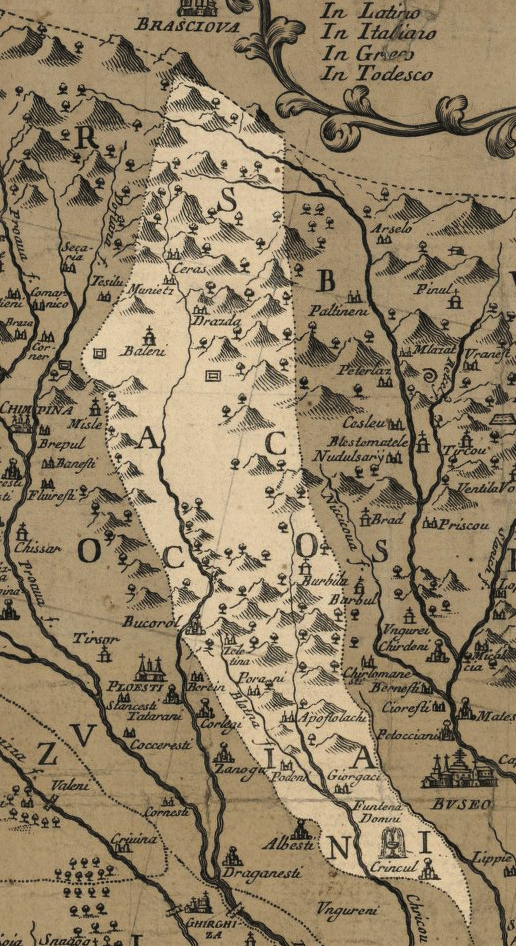
Saac megye egy XVIII. századi térképen